# Bomsdorff

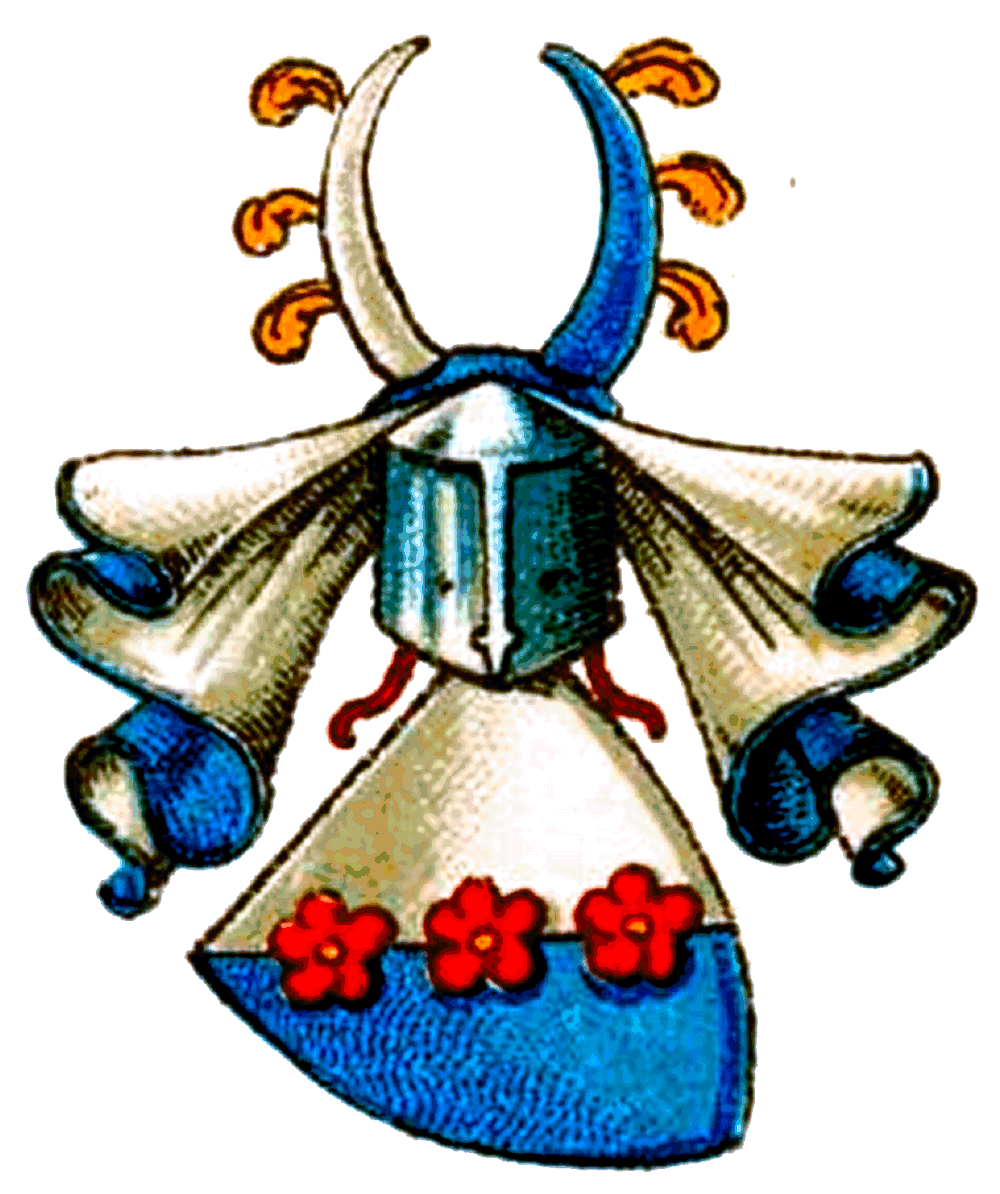
Wappen derer von Bomsdorff

Bomsdorff ist der Name eines uradligen Geschlechts aus der Niederlausitz mit gleichnamigem Stammhaus bei Neuzelle, wo es urkundlich seit 1310 nachgewiesen ist.

## Herkunft des Geschlechts
Die Familie von Bomsdorff ist die früheste in der Markgrafschaft Niederlausitz als ansässig erwähnte Adelsfamilie sowie eine der im Laufe der Jahrhunderte am weitesten verbreiteten und weist mit den Stammsitzen Bomsdorf (vor 1310 bis 1698) und Weißagk (1344 bis 1823) auch einige der längeren Besitzkontinuitäten im Lande auf, dessen Geschichte durch häufige Umbrüche geprägt ist.

### Ursprünge

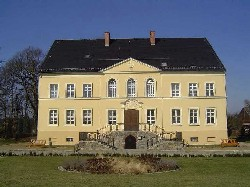
Gutshaus Bomsdorf, im 18. Jh. anstelle der alten Wasserburg gebaut

Das Dorf Bomsdorf, heute zur Gemeinde Neuzelle gehörend, wurde in der Zeit der deutschen Ostsiedlung des Gubener Kreises zwischen Mitte und Ende des 13. Jahrhunderts gegründet und wird erstmals als „Boemensdorf“ am 18. November 1310 erwähnt. Als dortiger Kirchenpatron wird ein Frenzel von Boemensdorf genannt, somit erster namentlich bekannter Vertreter des hier auf einer Wasserburg ansässigen Rittergeschlechts, welches nach seiner Einwanderung entweder den Namen der Neugründung angenommen oder dieser einen mitgebrachten Namen verliehen hatte. Weiter westlich in Mitteldeutschland gibt es noch zwei andere Ortschaften dieses Namens, deren mögliche Verbindungen zu dem Adelsgeschlecht bisher ungeklärt sind, und zwar unweit Magdeburgs das Gut Bomsdorf bei Möckern sowie das Dorf Bomsdorf bei Bad Liebenwerda. Im Zuge der deutschen Ostsiedlung kam jedoch die Translozierung von Ortsnamen, auch durch ritterliche Lokatoren, nicht selten vor. Dies ist auch gemeint, wenn im „Gotha“ und im Adelslexikon die Familie als „nach der Niederlausitz gekommener Uradel“ bezeichnet wird. Bereits ein Jahr später, 1311, wird ein Ritter Fredericus de Bomestorp im Halberstädtischen Lehnsregister als in „Esteke“ belehnt aufgeführt (möglicherweise Estedt bei Gardelegen), was dafür spricht, dass das Geschlecht zu dieser Zeit bereits verbreitet war. Der Ortsname variiert in späteren Urkunden u. a. zwischen Bogemstorph (1316), Bogemilsdorf (1327), Bamilsdorff (1387), Boemsdorff (1421), Bomestorff (1429), Bombstorf (1527).

### Lehnsverhältnisse

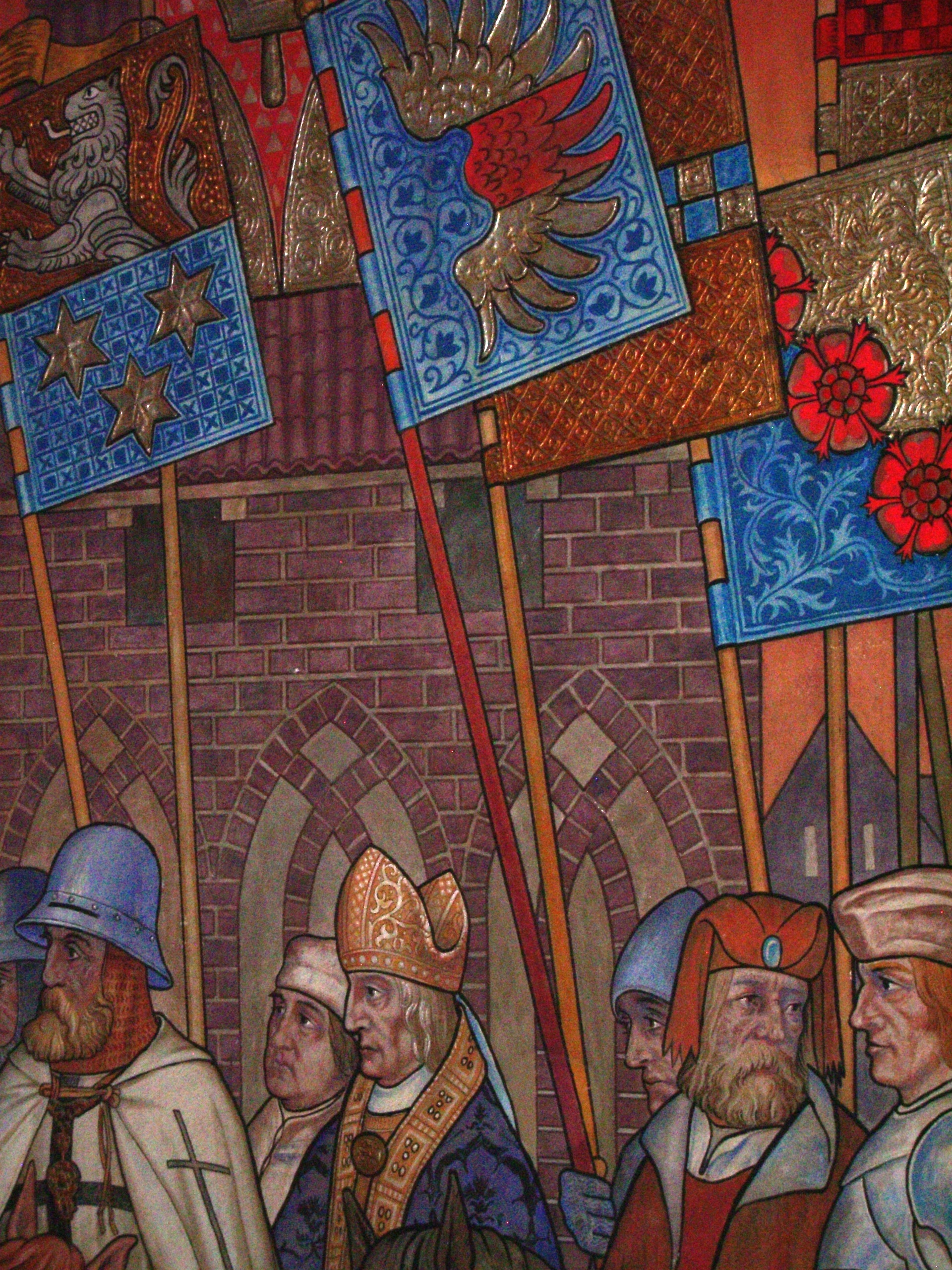
Bomsdorff-Banner (rechts) bei der Übergabe der Stadt Lübben an Kurfürst Friedrich II. Eisenzahn 1448

Das Rittergut Bomsdorf in der Nähe des 1268 gegründeten Zisterzienserklosters Neuzelle dürfte etwa zur selben Zeit, also unter der Regierung Heinrichs des Erlauchten, entstanden sein und war seitdem ein Lehen der Herrschaft Pförten. Mit dieser Herrschaft wiederum war im 14. Jahrhundert ein Ministerialengeschlecht belehnt, das aus der benachbarten Markgrafschaft Meißen stammte, und zwar die Ileburger aus der Linie der Vögte von Liebenwerda. Wie schon um 1385 die Herrschaft Forst, von der die Bomsdorffer mit dem Gut Weißagk belehnt waren, kam auch die Herrschaft Pförten um die Mitte des 15. Jahrhunderts von den Ileburgern an die in Böhmen zu Einfluss gekommenen Biebersteiner, die bis zu ihrem Aussterben 1667 das zu einer Herrschaft vereinigte Gebiet mit 44 ritterlichen Vasallengütern, darunter zahlreichen Bomsdorff’schen, von den Markgrafen der Lausitz zu Lehen trugen. Mit den häufigen Wechseln in der markgräflichen Landesherrschaft traten die Bomsdorffer zudem in die Dienste verschiedener Dynastien: Wettiner (bis 1303), Askanier (bis 1319), Wittelsbacher (bis 1367), böhmische Könige aus den Häusern Luxemburg (bis 1437), Jagiello (bis 1526), Habsburg (bis 1635), Kurfürsten von Sachsen (bis 1815) und Könige von Preußen (bis 1918).

### Standeserhebungen und von Wackerbarth, genannt von Bomsdorff
Um 1620–1630 wurde der Vizelandrichter und spätere Minister Wenzel von Bomsdorff aus einer böhmischen Linie von Kaiser Ferdinand II. in den Reichsgrafenstand erhoben, er starb ohne Nachkommen. Der aus der Lausitz nach Schlesien gekommene August Rudolf von Bomsdorff, Administrator der Herrschaft Peterswaldau, wurde 1748 von Friedrich dem Großen in den preußischen Freiherrenstand erhoben. Adolf Leberecht von Bomsdorff (* 1781; † 1862) als Begründer der Linie Wackerbarth genannt von Bomsdorff 10. März 1810 in den sächsischen Freiherrenstand nobilitiert, Diplom Dresden 12. Dezember 1811. Er wurde als Neffe nämlich durch Ludwig Karl Wilhelm von Wackerbarth, liiert mit Frau von Bomsdorff-Groß Briesen, an Kindesstatt angenommen. Dessen Eltern waren eigentlich Heinrich von Bomsdorff und eine Frau von Burtoff-Guhrow.

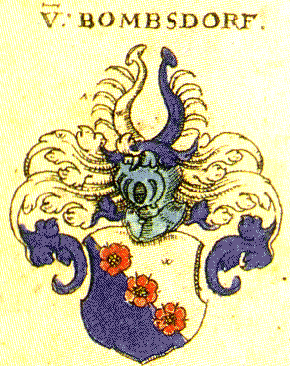
Bomsdorff-Wappen bei Siebmacher 1605

## Wappen
Ein von Silber und Blau schrägrechts geteilter Schild, auf dessen Teilungslinie drei goldbesamte rote Rosen liegen. Auf dem Helm mit blau-silbernen Decken ein silbernes und ein blaues Büffelhorn, außen mit je fünf silbernen Hahnenfedern (oder drei goldenen Straußenfedern) besteckt.

## Namensträger
- Benedictus de Bunsdorph wird in einer Urkunde 1330 als Vogt des Klosters St. Georg vor Naumburg genannt. Sein Abt verlangt ihm Buße wegen gewalttätiger Übergriffe ab, bei Androhung der Exkommunikation.[6]
- Nicolaus von Bomsdorf war von 1432 bis 1469 Abt des Zisterzienserklosters Neuzelle. Abt Nicolaus II. ließ das Kloster wieder aufbauen (Bomsdorff’sches Wappen im Kreuzgang), das 1429 von den aus Böhmen eingefallenen Hussiten stark zerstört worden war, weil sein Vorgänger auf dem Konzil von Konstanz 1415 für die Verbrennung des Reformators Jan Hus gestimmt hatte.

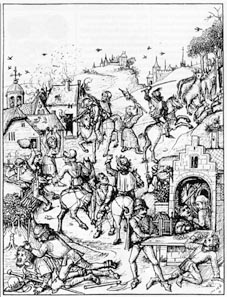
Raubritter beim Plündern

- Hans von Bomsdorf wurde 1505 von der Stadt Frankfurt (Oder) als Raubritter enthauptet, was zu einem Aufruhr in den Ritterschaften Brandenburgs sowie der böhmischen Niederlausitz führte und den Kurfürsten Joachim I. Nestor dazu veranlasste, der Stadt die Halsgerichtsbarkeit zu entziehen, unter der Begründung, der Stadtrat habe dem Verurteilten keine Gelegenheit gegeben, den Landesherrn um Gnade zu ersuchen. Da jedoch der Kurfürst selber im folgenden Jahr vierzig adlige Raubritter hängen ließ, war die Reaktion wohl eher der Tatsache zu verdanken, dass Hans von Bomsdorf ein Vetter des einflussreichen Bischofs von Lebus, Dietrich von Bülow, gewesen war, der die Stadt mit dem Interdikt belegt hatte. Daraufhin fühlte die Raubritterbande um Hans von Bomsdorfs ältesten Bruder Andreas, den Herrn auf Burg Grano, seine jüngeren Brüder Peter, Niklas und Christoph sowie den „schwarzen Hans“, Hans vom Rade, Georg von Kracht, Hans von Sehlstrang, Liborius von Kittlitz und anderen, die schon seit längerem Kaufleute auf dem Wege zwischen Guben, Krossen und Frankfurt überfallen und ihre Beute auf den Burgen in Tzschernowitz und Grano geteilt hatte, sich ermutigt, an Frankfurter Bürgern blutig Rache zu nehmen, wobei selbst Frauen und Kindern die Hände verstümmelt wurden, sodass der Stadt nichts anderes übrig blieb, als durch Anwerbung von hundert Reitern für ihre Sicherheit zu sorgen.[7] Die Bomsdorff’sche Burg Kaupe in Grano war damals dafür berüchtigt, dass auf ihr Räuber saßen, Schnapphähne beherbergt und Überfallspläne geschmiedet wurden.[8] So unterhielt man Spione in den Wirtshäusern der Städte, um von den Fuhrleuten Näheres über Routen und Ladung zu erfahren oder sie durch Bestechung für gemeinsame Sache zu gewinnen. Ein Jahr nach Hans von Bomsdorf wurde 1506 auch Andreas von Bomsdorf, der Besitzer des Raubnests Grano, wegen Straßenüberfällen auf Kaufmannszüge an der Strecke Frankfurt–Guben–Görlitz sowie im Brandenburgischen und in Schlesien, in Sagan enthauptet. Auch die Brüder Peter und Niklas fielen unter dem Richtschwert. Der als Lehnsnachfolger in Grano eingesetzte Balthasar von Bomsdorf stiftete noch im selben Jahr der Stadt Guben einen Altar, der den vierzehn Nothelfern geweiht war.

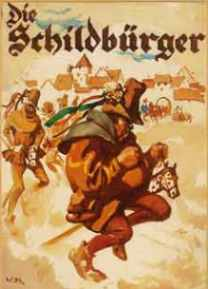
Die Schildbürger

- Wenzel Graf von Bomsdorff, böhmischer Vizelandrichter, blieb Kaiser Ferdinand II. bei den böhmischen Unruhen ab 1619 treu und wurde dafür in den Reichsgrafenstand erhoben.[9] Als „Kriegsminister von Bomsdorff“ tritt er in den Schildbürgergeschichten auf, indem er 1624 der Stadt Schilda den Besuch des Kaisers ankündigt, der – geplagt von den Sorgen des Dreißigjährigen Krieges – ein wenig Zerstreuung durch die Narrheit der Bürger von Schilda zu finden hofft: Kriegsminister von Bomsdorff teilt dem Bürgermeister mit, der Kaiser wünsche sich einen Empfang „halb geritten und halb zu Fuß“ (damit war gemeint, dass man zu Fuß kommen konnte, wenn man kein Pferd besaß). Die Schildbürger dachten zunächst, sie sollten mit einem Fuß im Steigbügel hängen. Dann fiel ihnen aber eine bessere Lösung ein: Sie trabten allesamt auf hölzernen Steckenpferdchen herbei. Als der Kaiser das sah, garantierte er ihnen absolute Narrenfreiheit.
- Wolf Friedrich von Bomsdorf († 1686), kurbrandenburgischer Obrist, Kommandant von Oderberg, Erbherr auf Altranfft
- Job Ernst von Bomsdorff auf Altdöbern (1669–1704) wurde nach der Krönung Augusts des Starken zum polnischen König 1697 dessen Hofmarschall. Als im königlichen Heerlager bei Piotrawin an der Weichsel am 11. Juli 1704 ein Großbrand ausbrach, angeblich infolge Brandstiftung anti-sächsischer Partisanen, kam er zusammen mit 32 weiteren Personen des Gefolges ums Leben.
- Adolf Leberecht von Bomsdorff aus dem Hause Weißagk (1781–1862), Herr auf Ober- und Mittel-Linderode, Tielitz, Briesen und Guhrow, wurde 1811 von seiner Tante Helene Freifrau von Wackerbarth, geborenen von Bomsdorff, und deren Gemahl, Ludwig Freiherrn von Wackerbarth auf Briesen und Guhrow, adoptiert und vom sächsischen König Friedrich August I. zum Freiherrn von Wackerbarth genannt von Bomsdorff erhoben. Sein Sohn war Reichstagsmitglied Otto von Wackerbarth genannt von Bomsdorff, sein Enkel der Landrat Oskar von Wackerbarth genannt von Bomsdorff. Der Ast dieses Namens besteht bis heute in den Zweigen Linderode und Briesen/Rethmar.
- Carl von Roeder von Bomsdorff (1785–1866), preußischer Generalleutnant und General à la suite (Adjutant) von Friedrich Wilhelm IV. von Preußen. Kämpfte als Rittmeister in den napoleonischen Befreiungskriegen, u. a. in Russland. Herr auf Gut Wendischbora.
- Karl Friedrich Wilhelm von Bomsdorff (1826–1904), königlich preußischer Generalmajor und zuletzt Kommandeur der 4. Kavalleriebrigade.
- Theodor von Bomsdorff († 1899), preuß. Geograph. Leiter der kartographischen Anstalt des Verlags F. A. Brockhaus, Leipzig
- August von Bomsdorff (1842–1912), Exzellenz,[10] preuß. General der Infanterie. 1897: Kommandierender General des 5. Armeekorps und des 10. Armeekorps in Hannover, 1890–1895 Gouverneur von Berlin.
- Herbert von Bomsdorff-Bergen (* 1876 in Leipzig; † unbekannt), war Theaterregisseur und Schriftsteller.
- Emmy von Bomsdorff-Leibing (* 1886 in Leipzig; † nach 1936 und vor 1977), deutsche Schriftstellerin

## Güter im Besitz der Familie
Das Geschlecht erfuhr über die Jahrhunderte eine große Verbreitung in der Lausitz und von dort auch in angrenzende Regionen (Mark Meißen, Schlesien, Brandenburg, Böhmen und Thüringen), mit weitester Verbreitung im 16. und 17. Jahrhundert. Durch die Verwüstungen und Seuchen des Dreißigjährigen Krieges kam es zum Niedergang und Verlust vieler Güter. Im 19. Jahrhundert verkleinerte sich die Familie offenbar, heute leben noch einzelne Namensträger. Die Verbreitung lässt sich anhand der Besitzliste (nach Houwald) der nachfolgenden Rittergüter ablesen, die in den genannten Zeiträumen im Eigen-, Lehns- oder Pfandbesitz der Familie waren:
Altkreis Guben:

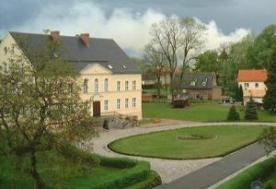
Rittergut Bomsdorf

- Bomsdorf: Stammsitz wohl seit dem 13. Jhd. (erwähnt 1310) bis 1698
- Bärenklau: 1604 bis 1623
- Groß Breesen: seit spätestens 1524 bis ca. 1675
- Bresinchen: Pfandbesitz vom Kloster Neuzelle 1547 bis 1712
- Groß Drenzig: Pfandbesitz 1620 bis 1626
- Groß Drewitz: ca. 1412 bis 1650
- Grano: vor 1465 bis 1655
- Crayne (Krayne): 1623 bis 1655
- Lauschütz: 1490 bis 1681
- Lübbinchen: 1548 bis 1655
- Ossendorf (Vorwerk): Pfandbesitz vom Kloster Neuzelle 1547 bis 1592 und 1630 bis ca. 1662
- Schiedlo: Lehen vom Kloster Neuzelle (zur Überwachung der Neiße-Mündung in die Oder) ca. 1390 bis 1403 und 1489 bis 1566
- Schwerzko: Pfandbesitz vom Kloster Neuzelle vor 1547 bis 1553
- Seitwann: Pfandbesitz vom Kloster Neuzelle vor 1421, wieder 1615 bis 1620
- Sembten: 1490 bis 1649[11]
- Steinsdorf: Pfandbesitz vom Kloster Neuzelle 1548 bis 1582 und wieder um 1587
- Treppeln: Pfandbesitz vom Kloster Neuzelle 1565 bis 1575
- Tzschiegern: 1723 bis 1786
- Göhlen: Pfandbesitz vom Kloster Neuzelle bis 1489 und 1547 bis vor 1628

Altkreis Cottbus:

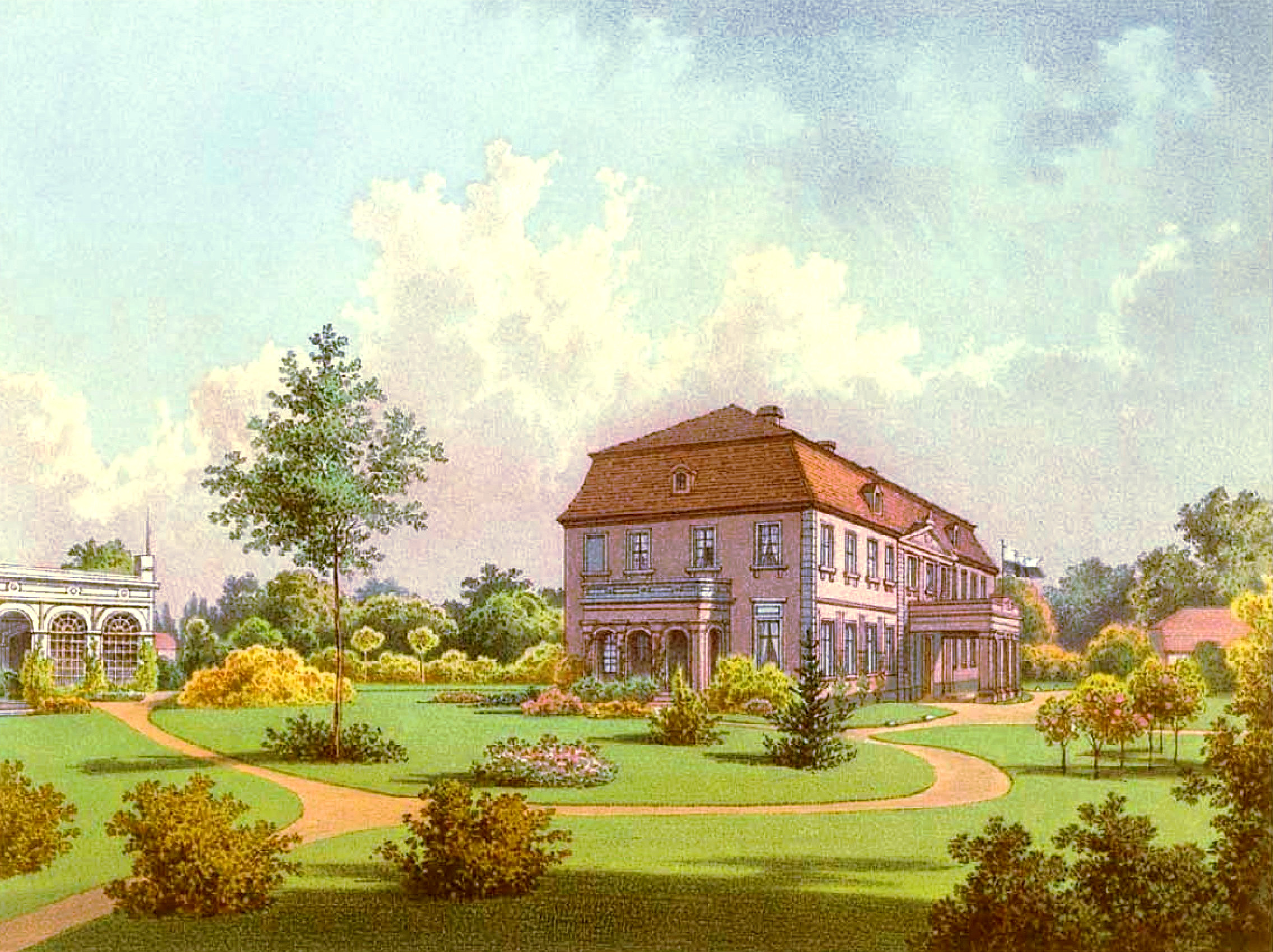
Schloss Briesen im Spreewald, Alexander Duncker

- Briesen: 1783 bis 1945 (Wackerbarth-Bomsdorff)
- Klein Gaglow: 1647 bis 1699
- Gulben: 1651 bis mindestens 1714
- Werben (Anteil II): 1857 (geerbt) bis 1945

Altkreis Luckau:
- Frauenberg: um 1600
- Zieckau: 1615 bis 1637

Altkreis Lübben:
- Reicherskreuz: 1614 bis ca. 1650

Altkreis Calau:
- Altdöbern: 1671 bis 1712
- Göritz: 1657 bis ca. 1673
- Kückebusch: 1840 bis ca. 1864
- Löschen: ca. 1659 bis 1687
- Lubochow: 1666 bis 1677
- Weißagk bei Vetschau: um 1700

Altkreis Spremberg:
- Jessen (Anteil I): 1693 bis 1716
- Straußdorf: 1747 bis 1785

Altkreis Sorau:
- Bernsdorf: um 1717
- Eulo: vor 1591 bis nach 1623

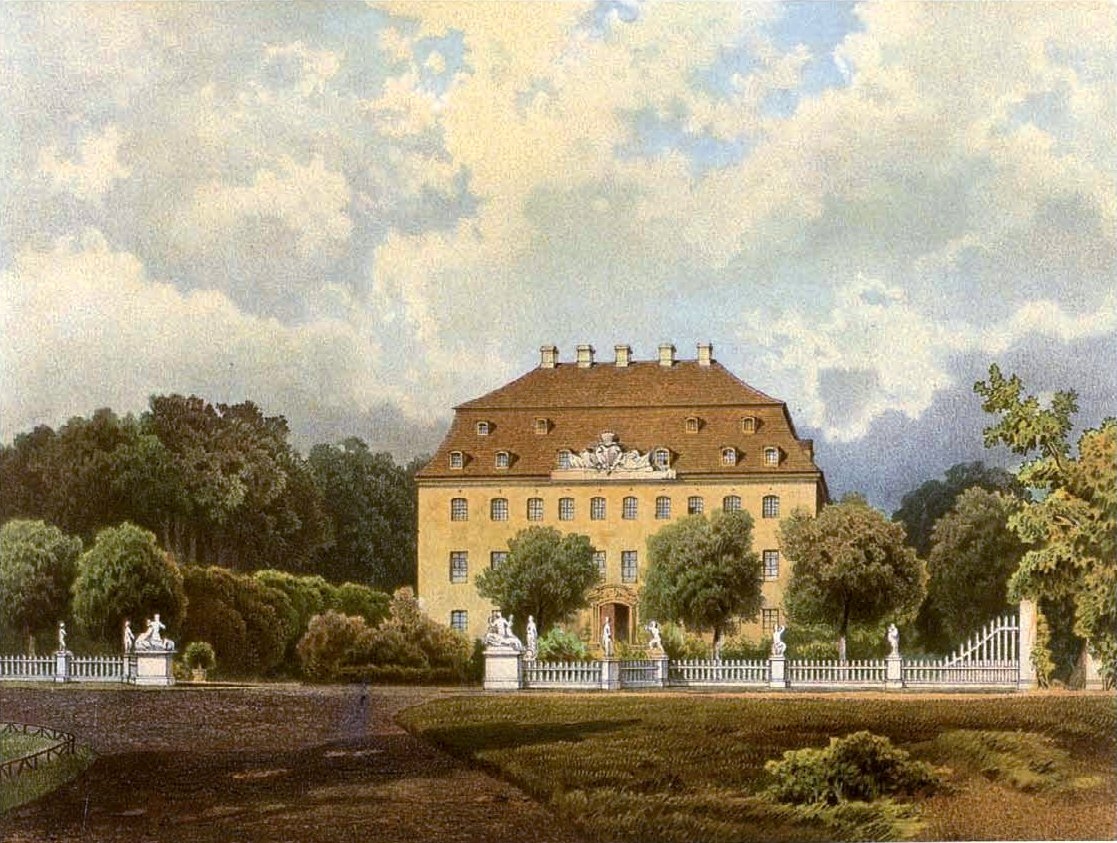
Schloss Altdöbern

- Mittel-Linderode: 1739 (geerbt von der Familie v. Rackel) bis 1872 (ab 1811 Wackerbarth-Bomsdorff)
- Ober-Linderode: 1834 bis 1945 (Wackerbarth-Bomsdorff)

- Pitschkau: 1708 bis 1739

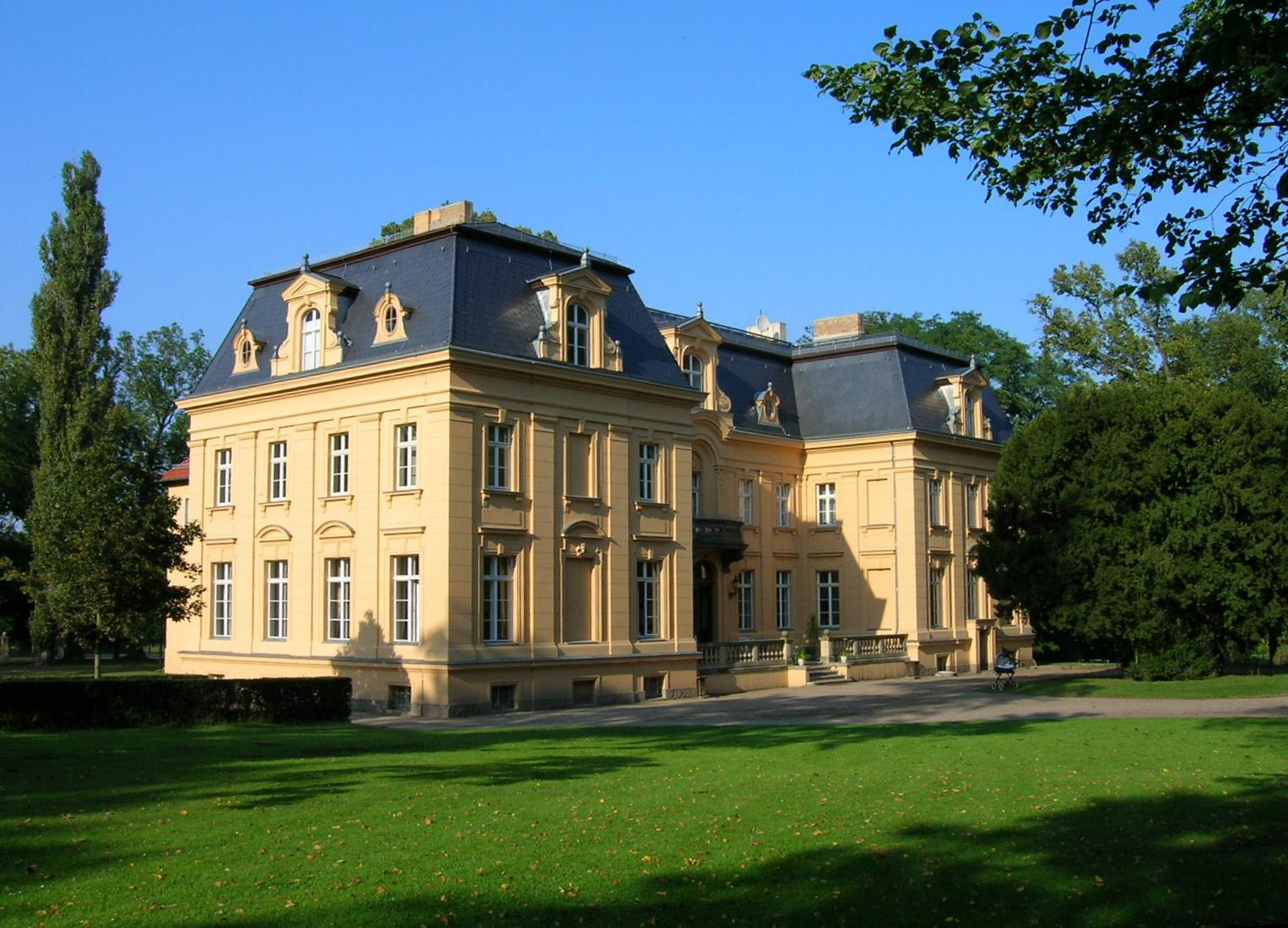
Schloss Altranft

- Tielitz: 1810 bis 1894 (Wackerbarth-Bomsdorff)
- Weißagk bei Forst: 1344 bis 1823, als Lehen der Herrschaft Forst
- Wellersdorf: 1685 bis ca. 1695

Besitze außerhalb der Niederlausitz:
Altranft (Barnim) 1652–1739, Rittergut Caasen bei Gera (1769 bis 1799), Jakobskirch (Kr. Glogau/Schlesien; 1750 bis 1787), Kippitsch, Klein Predlau, Klinke (Kr. Gardelegen) um 1780, Cosel (1649 bis 1659), Kynast in Zitzschewig (Kreis Meißen, 1687–1821), Lohsa (Oberlausitz), Medingen bei Dresden (17. Jhd.), Moelcke, Ottendorf (17. Jh.), Paulow im Bistum Lebus (um 1500), Schönfeld (Kr. Schweidnitz/Schlesien), Waltersdorf, Wendischbora (Kreis Meißen) um 1824.

### Von Bomsdorff
- Ernst Heinrich Kneschke: Neues allgemeinen deutschen Adels-Lexicon. Band 1, Friedrich Voigt, Leipzig 1859.
- Codex diplomaticus Brandenburgensis, Band XVII, 463 (Fredericus miles de Bomestorp, ministerialis, erwähnt im Halberstädtischen Lehnsregister von 1311); Band XX, 367 (Apecz von Bomestorf 1388). Hrsg. Adolph Friedrich Riedel
- Walter von Boetticher: Geschichte des Oberlausitzischen Adels und seiner Güter 1635–1815. Band 1, Selbstverlag der Oberlausitzschen Gesellschaft der Wissenschaft, Görlitz 1912, S. 177–179.; Band 4, 1923, S. 7.
- Karl Gander: Zur Geschichte des Dorfes Bomsdorf im Kreise Guben. In: Rudolf Lehmann (Hrsg.): Niederlausitzer Mitteilungen. Jahrbuch der Niederlausitzer Gesellschaft für Geschichte und Altertumskunde. ebenda Band 24 (1936): Regesten von Lehnsbriefen; Band 26, Guben 1938, S. 97–109.
- Rudolf Lehmann: Historisches Ortslexikon für die Niederlausitz. Bd. 2 (Die Kreise Cottbus, Spremberg, Guben und Sorau), Hess. Landesamt für Geschichtliche Landeskunde, Marburg 1979 (daraus die Güterliste zusammengestellt). DNB
- Götz Frhr. von Houwald: Die Niederlausitzer Rittergüter und ihre Besitzer. in: Bibliothek familiengeschichtlicher Quellen. Band 1 (Kreis Spremberg), Degener & Co., Neustadt an der Aisch 1978. ISBN 3-7686-4082-5. DNB Gesamtausgabe
- Hartmut Schatte: Die Niederlausitzer Familie von Bomsdorf, Aufstieg und Fall. In: Niederlausitzer Studien. Heft 36, Hrsg. Niederlausitzer Gesellschaft e. V., Cottbus 2010, S. 68–82. (m.w.H.). ISBN 978-3-86929-065-2.
- Gesammelte Unterlagen im Archiv der Freiherren von Wackerbarth gen. von Bomsdorff, Rethmar. Schloss Rethmar

### Wackerbarth, genannt von Bomsdorff
- Gothaisches genealogisches Taschenbuch der freiherrlichen Häuser auf das Jahr 1861, Jg. 11, Justus Perthes, Gotha 1860, S. 920 f.
- Gothaisches genealogisches Taschenbuch der freiherrlichen Häuser auf das Jahr 1888, Jg. 38, Justus Perthes, Gotha 1887, S. 902 f.; ff.
- Gothaisches Genealogisches Taschenbuch der Freiherrlichen Häuser 1942, A (Uradel), Jg. 92. Zugleich Adelsmatrikel der Deutschen Adelsgenossenschaft, Justus Perthes, Gotha 1941, S. 565 f. (Letztausgabe).

### Sekundärliteratur
- Stammbaum der Lindner’schen Sammlung, Tafel Nr. 525b. (reicht von Ende 16. Jhd. bis ca. 1775, ältere oder jüngere Stammbäume des Gesamtgeschlechts scheinen nicht zu existieren)
- Richard Ihlo und Wilfried Scholze: Das Dorf Weißagk von seinen Anfängen bis zum Jahre 1975. Hrsg. Rat des Kreises Forst 1976.
- Hartmut Schatte: Adlige Räuber. Historische Erzählungen. 1. Kapitel, Regia-Verlag, Cottbus 2004. ISBN 3-936092-93-1.
- Im Schatten mächtiger Nachbarn, Politik, Wirtschaft und Kultur der Niederlausitz. Politik, Wirtschaft und Kultur der Niederlausitz zwischen Böhmen, Sachsen und Brandenburg-Preußen. in: Brandenburgische historische Studien, Bd. 5; Einzelveröffentlichung des Brandenburgischen Landeshauptarchivs, Bd. 3, Hrsg. BLHA, Klaus Neitmann, Be.bra-Wissenschafts-Verlag, Berlin/Brandenburg 2006, S. 157, 160–162. ISBN 3-937233-23-7.